# Bulandshahr (huyện)
Huyện Bulandshahr là một huyện thuộc bang Uttar Pradesh, Ấn Độ. Thủ phủ huyện Bulandshahr đóng ở Bulandshahr. Huyện Bulandshahr có diện tích 3719 ki lô mét vuông. Đến thời điểm năm 2001, huyện Bulandshahr có dân số 2923290 người.